# James Cromwell
James Oliver Cromwell (sinh ngày 27 tháng 1 năm 1940) là một nam diễn viên người Mỹ. Một vài phim điện ảnh nổi bật của ông bao gồm Babe (1995), Star Trek: First Contact (1996), L.A. Confidential (1997), The Green Mile (1999), Space Cowboys (2000), The Sum of All Fears (2002) và I, Robot (2004).

## Đời tư
Trước khi kết hôn với nữ diễn viên Anna Stuart năm 2014, Cromwell từng có hai đời vợ là Ann Ulvestad (1976 - 1986) và Julie Cobb (1986 - 2005).